# كولوميليات
الكولوميليات (الاسم العلمي: Columelliaceae)، فصيلة أشجار وشجيرات موطنها جبال الأنديز في أمريكا الجنوبية.
في تصنيف APG II،وضعت الفصيلة في رتبة الشفويات، ولكن دراسة أُجريت عام 2008 اقترحت أنها أخت للمشيكية، ويقترح موقع نسالة كاسيات البذور (Angiosperm Phylogeny) دمج هذه النتيجة عن طريق وضع كلتاالفصيلتين فيرتبة المشيكيات. وبالتالي فإن نظام APG III لعام 2009 يضع الكولوميليات في المشيكيات.